# Gran incendi de Roma

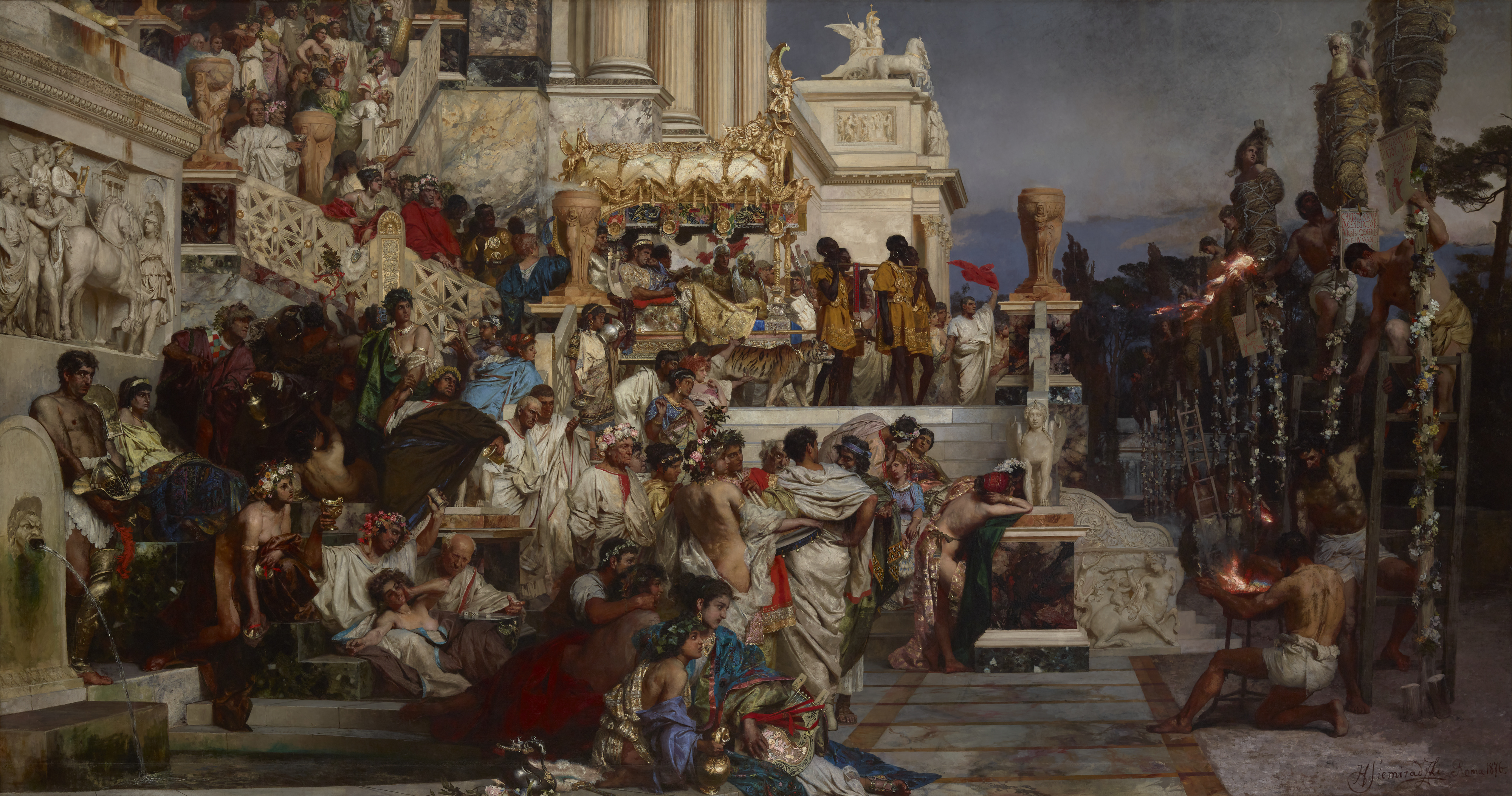
Les torxes de Neró, de Henryk Siemiradzki. D'acord amb Tàcit, Neró va culpar els cristians com a responsables de l'incendi.

El Gran incendi de Roma (en llatí: Magnum Incendium Romae) va ser un incendi urbà que es va produir l'any 64, quan Neró era emperador.
D'acord amb Tàcit, l'incendi es va estendre ràpidament i va durar cinc dies i mig. El foc va esclatar la nit entre el 18 i el 19 de juliol (ante diem XV Kalendas Augustas diu Suetoni) a la zona del Circ Màxim, estenent-se per la major part de la ciutat.
Només quatre dels catorze districtes de Roma es van escapar del foc, tres districtes van ser completament destruïts i els altres set van patir greus danys. Van morir milers de persones, i unes dues-centes mil van quedar sense sostre. Van quedar destruïts, diu Tàcit, nombrosos edificis públics i temples, i també unes 4.000 insulae i 132 domus. A l'extinció dels focs, a Roma s'hi dedicava especialment un cos de set cohorts de vigiles, comandats pel Prefecte de vigilància que també s'ocupaven de l'ordre públic. Les cohorts feien la guàrdia en barracons (excubitoria), a cadascuna dels catorze districtes en què August havia dividit la ciutat. Però l'extinció dels focs es va veure molt dificultada per l'estretor dels carrers que no els deixava espai de maniobra i la dificultat per portar ràpidament l'aigua allà on calia.
Tàcit, que va escriure uns cinquanta anys després del desastre, diu que va ser l'incendi més greu dels que havien passat a Roma, i no aclareix quines en van ser les causes. Diu que els historiadors contemporanis del fet ho atribuïen a la casualitat o a la perfídia dels governants. Diu que s'havia estès el rumor que l'emperador havia sortit a la terrassa del seu palau a mirar la ciutat mentre cremava i es va posar a cantar la caiguda de Troia, relacionant-la amb l'incendi de la ciutat.
El foc hauria estat alimentat pel vent i per les mercaderies emmagatzemades a les botigues, estenent-se ràpidament a tots els edificis propers. Aleshores s'hauria estès pels turons del voltant, sense trobar impediments. El combat contra el foc s'hauria vist obstaculitzat pel gran nombre de persones que fugien i pels carrers estrets i tortuosos. Tàcit també parla de personatges que suposadament van impedir que es poguessin extingir les flames amenaçant als que ho intentaven, i fins i tot les van avivar, amb l'argument de què obeïen ordres. L'historiador pensa que es podria tractar de saquejadors que volien aprofitar l'ocasió, o potser d'ordres que realment es van donar.
Neró es trobava a Àntium i va córrer cap a Roma quan es va assabentar de l'incendi. Va rescatar, suposadament, gran quantitat de persones que havien perdut les seves cases obrint els temples i els monuments, el Panteó i els jardins d'Agripa, i també va instal·lar barraques provisionals i va repartir menjar gratuïtament als damnificats. Va limitar el preu del blat perquè fos assequible. Però, segons Tàcit, no va obtenir el favor del poble, pel rumor de què havia estat cantant la destrucció de Troia mentre cremava la ciutat.
Neró va iniciar la reconstrucció de la ciutat, i va començar construint la Domus Aurea, un palau grandiós que ocupava unes 50 hectàrees, aprofitant l'espai que havia quedat lliure per l'incendi. Va decretar diverses mesures, com ara la construcció de carrers amb gran amplitud, amb edificis d'alçada limitada que havien de tenir patis interiors, i sense murs en comú. Va propiciar la construcció de les noves cases amb una mena de pedra anomenada «albanesa», que es considerava ignífuga, i els propietaris s'havien d'assegurar que hi hagués sempre a mà els estris necessaris i l'aigua suficient com per apagar qualsevol foc. Va establir també quantioses sancions pels que fessin un ús abusiu de les aigües portades pels aqüeductes.
Per evitar les sospites que queien sobre ell mateix, Neró hauria acusat els cristians d'haver iniciat l'incendi, als que Tàcit descriu com «una secta odiada per tothom per les seves atrocitats». Diu que se'n van detenir molts, i que van ser castigats.
Suetoni parla també de l'incendi, i acusa directament Neró d'haver-lo iniciat. Parla de que cantava vestit amb robes teatrals i que ho havia fet per tenir espai pel seu nou palau, la Domus Aurea, i perquè considerava horrible l'antiga ciutat, amb carrers estrets i foscos. Diu també que alguns senadors havien vist els cubiculari (esclaus) de l'emperador quan calaven foc a alguns edificis. Afegeix que Neró es va encarregar de treure els cadàvers i les runes de l'incendi per poder saquejar tranquil·lament el que en quedava.
Cassi Dió, que va escriure una Història de Roma a principis del segle iii coincideix amb Suetoni i culpa a Neró de l'incendi.
L'únic historiador contemporani que esmenta l'incendi és Plini el Vell. Parlant de l'edat d'alguns arbres diu que van durar fins a l'incendi de Roma, i sembla atribuir-ne la culpabilitat a Neró. Altres historiadors que van viure el mateix període (incloent Dió Crisòstom, Plutarc i Epictet) no en parlen.